# Neferkare-Pyramide
Die Neferkare-Pyramide ist das bisher nur aus Inschriften bekannte Grabmal des altägyptischen Königs Neferkare Nebi, der in der 8. Dynastie regierte.
Auf dem Sarkophag und der Scheintür der Anchenespepi IV. wird der Name der Pyramide erwähnt. Sie trug demnach den Namen „Dauernd an Leben ist Neferkare“.
Wie weit die Pyramide in ihrem Bau gediehen war, ist bislang unklar. Es ist möglich, dass sich die Überreste vielleicht nur einige Meter neben der Pyramide von Pepi II. befinden, bei der Gustave Jéquier die Scheintür des Grabs der Anchenespepi IV. fand.